# Линтон, Уильям Джеймс
Уильям Джеймс Линтон (англ. William James Linton; 7 декабря 1812, Лондон — 29 декабря 1897, Хамден) — английский рисовальщик и иллюстратор; муж писательницы Элизы Линн Линтон.

## Биография
Родился в Лондоне; учился у гравера Г. В. Боннера, ещё в молодости приобрел известность рисунками для политипажей и произвёл на своем веку огромное количество иллюстраций для английских и североамериканских книг и журналов. Между прочим, им иллюстрированы «Истории гравирования на дереве» для журнала «The Illustrated London News» (1846-47), «Произведения умерших английских живописцев» для лондонского художественного общества (в 1860 г.), «Течение лет» Брайанта, его поэма «Танатопсис» и некоторые сочинения других писателей.
Превосходно работал не только карандашом, но и акварелью. Он был одним из самых одарённых художников своего времени, историком и теоретиком искусства, издателем и редактором многочисленных демократических журналов, принимал деятельное участие в политической борьбе.

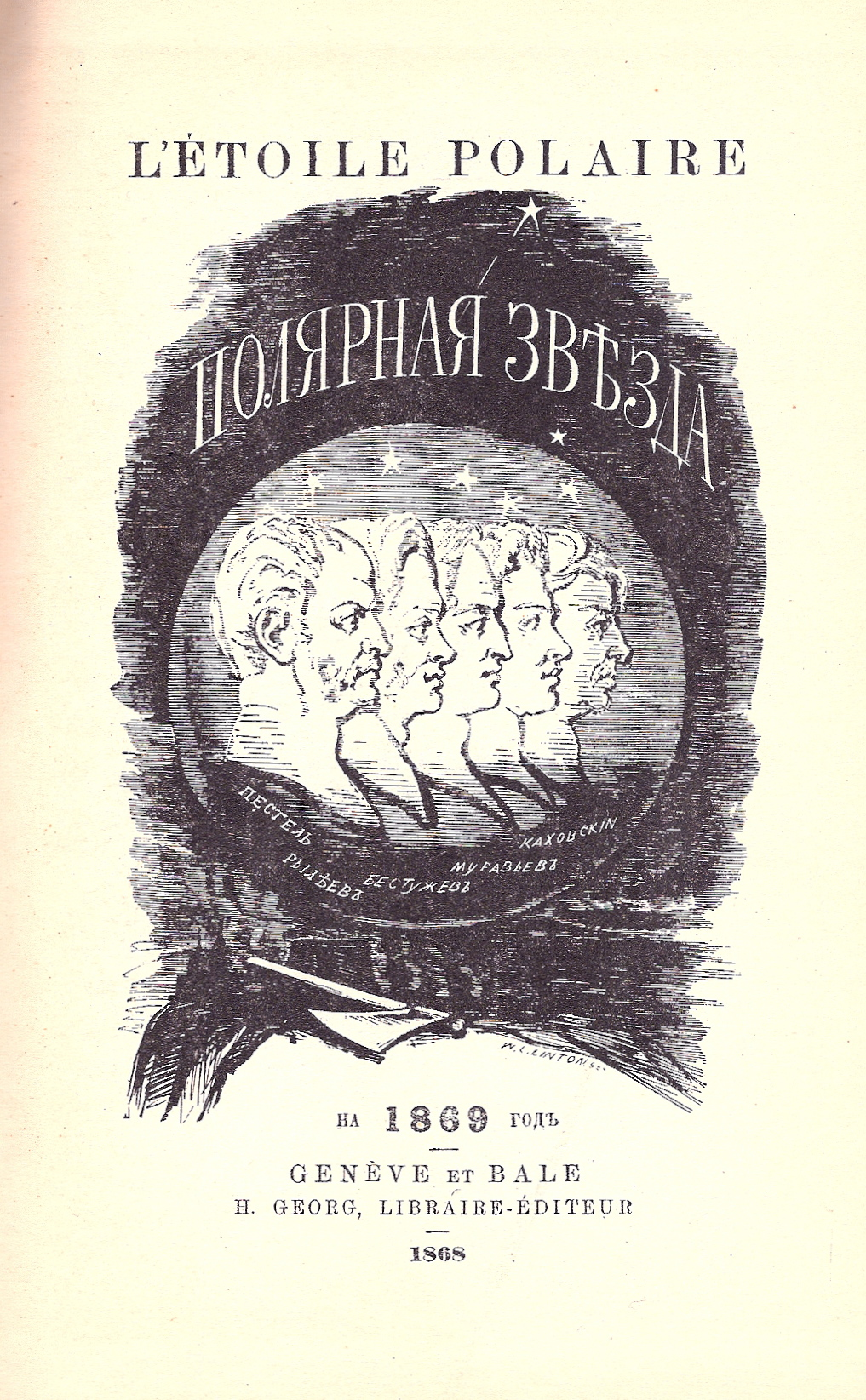
Обложка последнего выпуска альманахе Герцена и Огарёва «Полярная звезда». Женева, Вольная русская типография, 1868 год.

Он был одним из крупнейших чартистских поэтов и публицистов, впервые выступил в чартистской печати в 1839 г. Его острые политические стихотворения и поэмы под псевдонимом «Спартак» (Spartacus) печатались едва ли не во всех чартистских журналах и газетах вплоть до 1853 г., то есть фактически, пока существовал чартизм. Написал серию статей о жизни и взглядах Джузеппе Мадзини для чартистской газеты социалистического толка «Красный республиканец» (The Red Republican), а также биографию Тома Пейна.
Имя Линтона было известно в дореволюционной России, но не в связи с чартистским движением и чартистской литературой. Оно обычно ассоциировалось с именем Герцена. Линтон перевел на английский язык несколько его работ, в том числе значительные отрывки из «Былого и дум», помогал с устройством Вольной русской типографии и неоднократно защищал его от нападок реакционной английской прессы. По просьбе Герцена для обложки и титульного листа «Полярной звезды» Линтон создал изображение профилей пяти казненных декабристов — Рылеева, Бестужева-Рюмина, Муравьева-Апостола, Пестеля и Каховского. Добиться сходства с погибшими 30 лет назад руководителями восстания было невозможно, поэтому портреты были решены в условной манере и стилизованы под античные медальоны.
После смерти Герцена Линтон опубликовал свои воспоминания о русском революционном демократе, вошедшие позднее в книгу «Европейские республиканцы».
В 1867 г. он отправился в Нью-Йорк и вскоре поселился в Нью-Хейвене.

## Творчество
Наиболее известна серия из двенадцати цветных иллюстраций к пьесе Шекспира «Венецианский купец».